# Wesmaelius geyri
Wesmaelius geyri är en insektsart som först beskrevs av Peter Esben-Petersen 1920.  
Wesmaelius geyri ingår i släktet Wesmaelius och familjen florsländor. Inga underarter finns listade i Catalogue of Life.